# مریفیلد، مینه‌سوتا
مریفیلد (به انگلیسی: Merrifield) یک منطقهٔ مسکونی در ایالات متحده آمریکا است که در شهرستان کرو وینگ، مینه‌سوتا واقع شده‌است. مریفیلد ۱۴۰ نفر جمعیت دارد و ۳۷۱٫۸۶ متر بالاتر از سطح دریا واقع شده‌است.